# Glinna (potok)
Glinna – potok, dopływ potoku Krzyżówka. Jego najwyżej położone źródła znajdują się na wysokości 1430 m na Hali Słowikowej w masywie Pilska (w dolince między stokami Góry Pięciu Kopców i Kopcem). Początkowo spływa w kierunku północno-wschodnim, po przyjęciu dopływu spod przełęczy Glinne zmienia kierunek na północno-zachodni, przepływa przez miejscowość Korbielów i w sąsiedniej miejscowości Krzyżowa uchodzi do potoku Krzyżówka. Następuje to na wysokości około 540 m, w miejscu o współrzędnych 49°35′41,6″N 19°00′42,7″E/49,594889 19,011861.Długość całkowita potoku to około 9,5 km.
Cała zlewnia Glinnej należy do Grupy Pilska w Beskidzie Żywieckim. Glinna zasilana jest wieloma potokami, największy z nich to potok Buczynka. Inne większe potoki to: Kamienny, Durajowy i Korbielowiec. Dno ma skaliste, w niektórych miejscach tworzy progi, niewielkie wodospady i baniory. Wzdłuż doliny potoku Glinna przebiega droga wojewódzka nr 945 łącząca dawne przejście graniczne na Słowację Korbielów – Oravská Polhora z Żywcem.

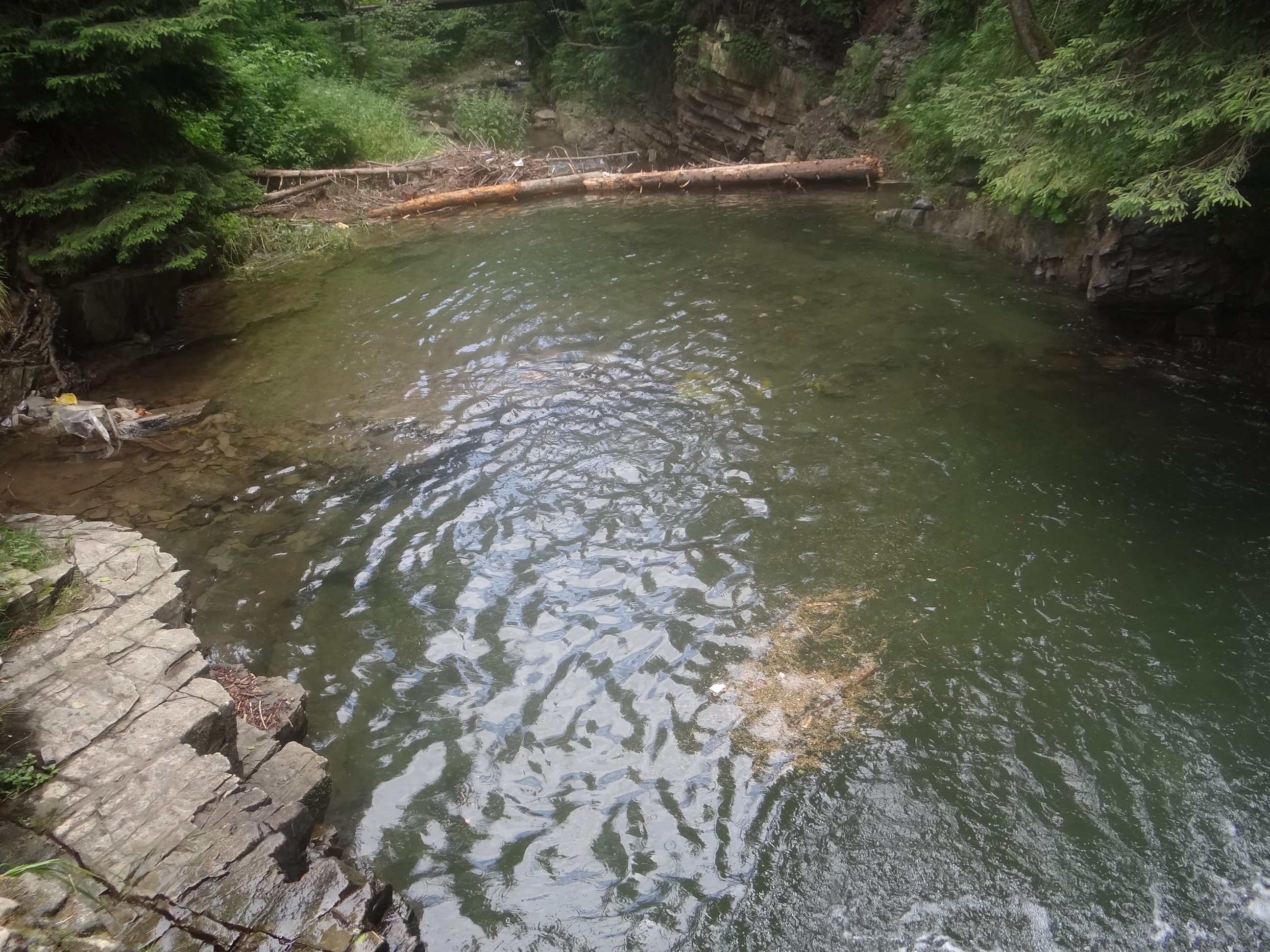
Banior na Glinnej w Korbielowie